# Слобомир
Слобомир је насељено мјесто у граду Бијељина, Република Српска, БиХ. Према попису из 2013. мјесто је имало свега 6 становника.

## Географија
Слобомир се налази на лијевој обали ријеке Дрине, у Семберији, на путу Бијељина — Попови — Бадовинци.

## Водени град
У Слобомиру се на простору од 20.000 м² гради туристички и спортско-рекреативни комплекс „Водени град — Слобомир“.

## Назив
Слобомир је добио назив по свом оснивачу Слободану Павловићу, и његовој супрузи Мири. Слобомир, мјесто „слободе и мира“, сложеница је имена Слободан и Мира.

## Историја
Темељи мјеста постављени су на дан завршетка Павловића ћуприје, дана 28. августа 1996. Оснивач и финансијер изградње Слобомира је српски привредник Слободан Павловић.

## Образовање
Слобомир је сједиште приватног Слобомир П Универзитетета.

## Становништво
|             | 2013.      |
| Укупно      | 6 (100,0%) |
| Срби        | 5 (83,33%) |
| Неизјашњени | 1 (16,67%) |